# 埃爾比希斯巴赫河
50°0′31.70″N 9°16′32.42″E / 50.0088056°N 9.2756722°E

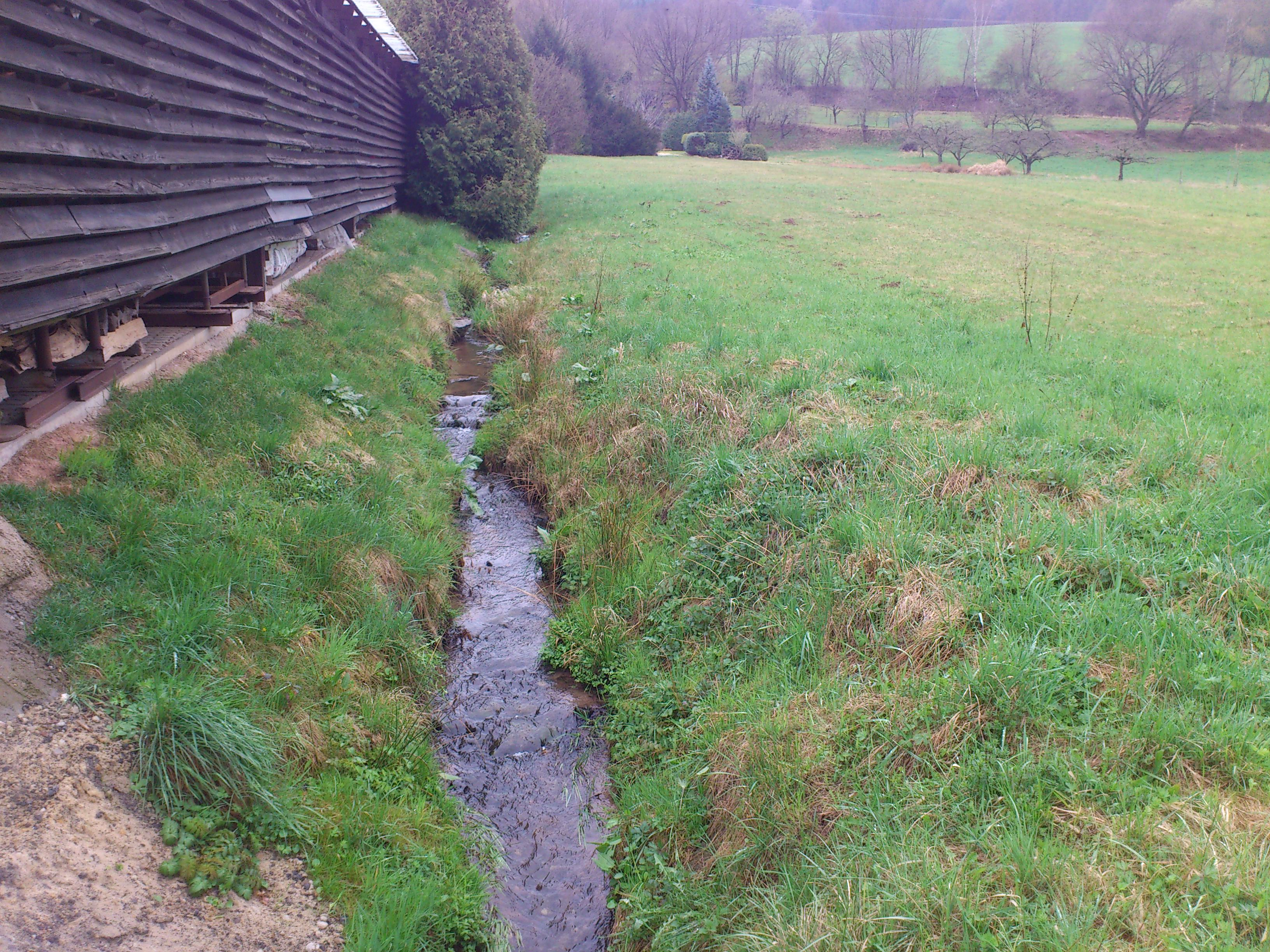

埃爾比希斯巴赫河（德語：Erbigsbach），是德國的河流，位於該國東南部，由巴伐利亞負責管轄，屬於勞法赫河的左支流，河道全長1.5公里，流域面積1.8平方公里。